# 拳師犬裝甲車族
拳師犬裝甲車族（德語：Boxer-Gefechtsfahrzeugfamilie）是德国和荷兰聯合研发的，由裝甲車輛科技工業集團（ARTEC GmbH）负责生產的輪式裝甲車族。

## 歷史
1993年，德国和法国联合开始了拳师犬装甲车族的研发项目，1996年，英国加入，1999年，法国退出该项目，以设计VBCI装甲车。
1999年11月，德国和英国给了研发项目价值7000万英镑的合同，用于制造8辆原型车（德国和英国各4辆）。2001年2月，荷兰加入了该项目，研发项目计划为荷兰另外制造4辆原型车。
2002年12月12日，拳师犬装甲车族的第1辆原型车首次亮相，被称为GTK/MRAV/PWV。当第2辆原型车亮相时，宣布了“拳师犬”的名称。此时，首批量产车辆的规划是为每个国家生产200辆。
2003年7月，英国国防部宣布打算退出拳师犬装甲车族的项目，专注于FRES装甲车。
2003年10月，首批给荷兰的拳师犬装甲车的原型车交付。2006年10月，荷兰确认采购200辆拳师犬装甲车族，以取代荷兰皇家陆军的M577和YPR-765装甲车。给荷兰的拳师犬装甲车的交付计划从2013年持续到2018年。在荷兰皇家陆军中，基本拳师犬装甲车的车型被称为Pantserwielvoertuig（PWV）。
2006年12月13日，德国议会批准了采购272辆拳师犬装甲车供德国陆军使用，以替换部分M113和狐式装甲车。在德国，拳师犬装甲车族的生产计划于2004年开始，但由于生产延迟，第一辆量产的拳师犬装甲车样车于2009年9月交付给了德国陆军。在7年的时间里，拳师犬装甲车的原型车进行了超过90,000公里的可靠性试验和超过90,000公里的耐久性试验。
拳师犬装甲车族有三个生产设施，一个位于荷兰（莱茵金属），两个位于德国（克劳斯-玛菲·韦格曼、莱茵金属）。

## 設計特點
拳師犬装甲车族最大的革新是採用模組化車身─任務艙模組化設計。基本設計乃由一具車體(底盤)外加一具整合於車體後方的任務模組段以及一具駕駛艙模組組成，而模組段除了需由底盤供應電力之外，與車體的運作是完全無關的 ；每個模組設有中央處理單元，只需在現地輸入資訊就能完成變更，幾乎等於隨插即用，因此能在野戰條件下於一小時內完成模組艙段的更換。只要換裝不同的模組段，同一車體能變換為不同功能的車型，具備更好的任務彈性 ；例如，以往12輛不同裝甲車才能擔負的任務，拳師犬装甲车族或許只需要6至8輛底盤與5個多餘的任務模組就能勝任，減低了前線兵力的後勤維持壓力。也因為模組化、標準化，不僅簡化了拳師型生產線的作業流程，服役操作的後勤維修成本也顯著降低，並利於在戰地迅速更換受損模組或未來提供升級裝備、性能的擴充空間。不過由於任務模組艙本身不具備支撐整體結構的效果，導致共通底盤需要更大的結構強度來承受模組艙在戰術運作或遭敵火命中時的應力，這是導致拳師犬装甲车族重量大幅攀升的主要原因之一。
拳師犬装甲车族由高硬度鋼板製造，車體前方傾斜角度極大，使用三明治複合裝甲，避彈性頗佳並加裝先進的模組化裝甲，頂部則裝有陶瓷裝甲板以對抗攻頂次彈械增加防護，車體能抵擋俄製14.5mm重機槍的攻擊。複合裝甲以螺栓固定在車體上，有利更換受損裝甲模組或換裝更先進裝甲模組 。
拳師犬装甲车族的底盤擁有多層間隙式裝甲，能有效吸收地雷爆震的衝擊。拳師型無論是駕駛或步兵艙座位都採用懸掛式座椅，座椅結構不與底盤直接接觸，能避免將地雷爆震直接傳遞給座椅上的人員，減輕可能的傷害。
拳師犬装甲车族為了降低被敵方發現的機率，非常重視匿蹤性能，將雷達、熱訊號以及噪音降至最低，這包括將外觀輪廓設計得簡潔平整並採用傾角來減少雷達截面積。
拳師犬装甲车族的发动机是德國MTU腓特烈斯哈芬有限责任公司出品的MTU8V 199TE20柴油機（新加坡研發的NGAFV履帶式裝甲車亦採用該型引擎），搭配艾力森(Allison)自動變速箱，最大輸出功率高達720馬力，推重比21.5，最大路速達103km/hr，續航力高達1050km。
配備先進的全向獨立懸吊系統，四輪同步轉向系統(前二對路輪)，其中任一對轉向輪的失效並不會影像另一對轉向輪的運作及中央胎壓控制系統(Central Tyre Inflation System，CTIS)以適應不同的路面。
拳師犬装甲运兵车具有14立方公尺的車內容量，承載能力為8吨，可容納12名人員（包含步兵、車組員）。

## 类型
拳師犬装甲车族目前有步兵战车、裝甲運兵车、戰鬥指揮车、装甲救護車、装甲醫療车、装甲维修车、120mm迫击砲車、轮式突击炮等多种版本。拳師犬装甲车族的各个装甲车，除了有相同的任務段以及駕駛艙之外，懸吊系統與行走裝置有兩種。拳師犬装甲车族的每種装甲车都設有三個艙門(兩側與尾部)供人員進出，任務模組段與車體的組合或分離可在一小時內完成。
德國的装甲运兵车版本配備KMW公司研發的1530型旋轉砲座，配備一挺40mm榴彈機槍，規劃加裝EADS與KWM合作的MUSS主動式軟殺防護系統。
荷蘭的装甲运兵车版本則使用一具Thales的無人遙控武器站，一挺12.7mm機槍與紅外線熱影像觀測儀 。
拳師犬裝步戰車型將使用配備機砲砲塔的模組，裝有30mm機砲以及7.62mm同軸機槍。
荷蘭與英國還分別研發拳師犬装甲救護車可容納三具擔架或六個供輕傷者使用的傷兵座位。

## 使用國

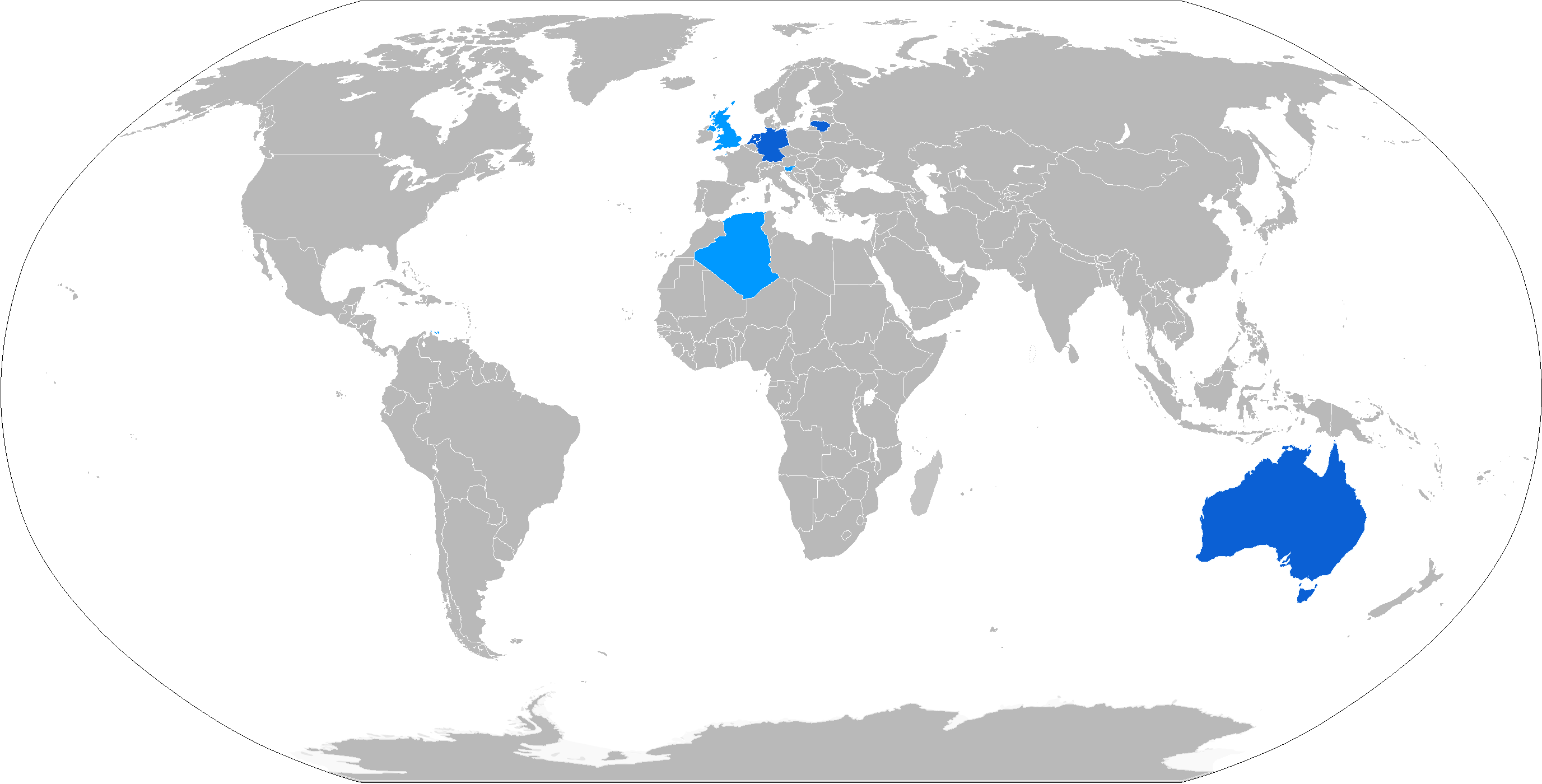
藍色為拳師犬装甲车族的使用國

### 現役
- 德国： 
  - 德國聯邦國防軍陸軍：截至2019年3月訂購403輛，預計2020年全數交付；2023年3月23日德國與澳洲官員簽署合作採購協議，預計自2025年起，由萊茵金屬公司在澳洲昆士蘭州伊普斯威治設置的新生產線，向德國交付100輛澳製「拳師」裝甲戰鬥偵察車（CRV），除用於取代服役多年的「鼬鼠2型」（Wiesel 2）甲車[6]。
- 荷蘭： 
  - 荷蘭皇家陸軍： 截至2019年3月訂購200輛，2013年至2018年交付。
- 立陶宛： 
  - 立陶宛陸軍： 2015年12月11日，立陶宛購買88輛拳師裝甲車，並為其安裝以色列製的 RAFAEL Samson Mk II 強化存活性多重武器站。[7] 這項訂單總值 3億856萬歐元，在2016年8月22日成交，預計於2017年至2021年期間交貨。立陶宛將此型裝甲車命名為狼式裝步戰車 （IFV Vilkas）[8]，於2018年開始交付。
- ：
  - 澳大利亞陸軍： 2018年澳洲與德國萊茵金屬簽訂24億澳元（約為新台幣482億元）合約，採購211輛「拳師」車輛，其中包含總共有133輛是偵察功能用，配有「長矛」（Lance）砲塔以及30公厘機砲的戰鬥偵察車輛、指揮車、醫療後送等變體，目前依據澳洲陸軍「大地400第二階段」(LAND 400 Phase 2 program)計畫，2019年3月29日在德國檢收首輛 Boxer多功能車（MPV）[9]。澳洲陸軍2020年十月宣佈，展開「拳師」8輪裝甲車的換裝訓練，澳洲國防部長雷諾茲（Linda Reynolds）對此表示，「在未來的30年，這些車輛將為我們的士兵提供更多的保護與殺傷力，同時亦增加了連結性和我方機動性」[10][11]。
- 英国：
  - 英國陸軍：英國重返「拳師」八輪甲車計畫之後，製造商ARTEC和分包廠商WFEL已於2020年7月簽署首份量產分包合約，總價值高達23億英鎊（約新臺幣847.5億元）。首筆分包給WFEL的合約包括裝甲運兵車、裝甲救護車以及其他衍生車型，總數超過500輛；根據英國「拳師」甲車採購計畫，在英國境內將產製總採購數的60%，並確保其在預計30年的產品壽期中後勤保修不致中斷，同時也能維持英國國內的工業技術與產能。英國國防部採購「拳師」八輪甲車的合約，計畫由WFEL與萊茵金屬貝宜地面系統公司（RBSL）平均分包，兩家公司分別在史塔克波特（Stockport）與泰勒福德（Telford）建立產線；據初步估計，這可為英國增加至少1000個工作機會[12][13][14] 。

### 潛在/採購意向
- 羅馬尼亞：
  - 羅馬尼亞陸軍： 2016 年 11 月，羅馬尼亞總理達契安·喬洛什 (Dacian Cioloş) 宣布與萊茵金屬公司達成協議，建造裝甲運兵車，以取代目前羅馬尼亞武裝部隊服役的基於蘇聯時代 BTR-70 的 TAB 車輛。該交易沒有直接提及拳師犬裝甲車，但確實包括一個帶有當地製造條款的合資企業結構，旨在為羅馬尼亞創造就業機會。儘管尚未得到證實，但拳師犬裝甲車有可能成為這項新計劃的基礎。[15]

## 資料來源
1. 1 2  . IHS Jane's Christopher F Foss. 2016-10-21  [2017-03-23].
2. ↑  . Mtu-online-shop.de.   [20 November 2014]. （原始内容存档于2012-02-27）.
3. ↑  . Janes.   [22 March 2021].
4. ↑  . Defense-update.com.   [13 December 2006]. （原始内容存档于13 February 2007）.
5. ↑  Kawazu, Yukihide. . J: 河津 幸英. December 27, 2017: 97. ISBN 978-4384047714.
6. ↑  . 青年日報.   [2023-07-11] （中文（臺灣））.
7. ↑  . Reuters. December 11, 2015  [December 11, 2015]. （原始内容存档于2015-12-22）.
8. ↑  . Ministry of National Defence of the Republic of Lithuania. August 22, 2016  [August 22, 2016]. （原始内容存档于2016-10-05）.
9. ↑  . defence-blog.com. 2019-03-29  [2020-10-07]. （原始内容存档于2021-01-22）.
10. ↑  . www.defenseworld.net.   [2020-10-07]. （原始内容存档于2020-12-05）.
11. ↑  . 自由時報電子報. 2020-10-07  [2020-10-07]. （原始内容存档于2020-10-11） （中文（臺灣））.
12. ↑  . www.ydn.com.tw. 青年日報. 2020-07-17 （中文（臺灣））.
13. ↑  . defence-blog.com. 2020-07-16  [2020-10-07]. （原始内容存档于2020-12-18）.
14. ↑  . defence-blog.com. 2017-09-12  [2020-10-07]. （原始内容存档于2020-10-27）.
15. ↑  Adamowski, Jaroslaw. . Defense News. Warsaw, Poland. 18 November 2016  [19 November 2016].

## 外部連結
- Krauss-Maffei Wegmann（德文）
- Artec Website - Artec社のBoxer紹介ページ2009年2月12日閲覧
- Boxer Information - Army Technology 2009年2月12日閲覧
- Military-today.com （页面存档备份，存于）（英語）
- ArmyRecognition.com （页面存档备份，存于）（フランス語）